# Carmella Corleone
Carmella Corleone – postać fikcyjna z cyklu Ojciec chrzestny.
Carmella jest włoską emigrantką w Nowym Yorku. Język angielski opanowała tylko podstawowo, z członkami rodziny rozmawia po włosku. Już w wieku szesnastu lat poślubiła przyszłego dona mafijnego, Vita Corleone. Urodziła czworo dzieci:
- Santino Corleone
- Frederico Corleone
- Michael Corleone
- Connie Corleone

Chociaż Vito wychowywał i przyjął do rodziny także Toma Hagena, ten nigdy nie uważał jej za swoją matkę, w przeciwieństwie do Vita, którego miał za ojca i nie łączyły go z Carmellą prawie żadne kontakty.
Carmella przez całe swoje życie była osobą bardzo pobożną. Codziennie rano chodziła do kościoła, modląc się za duszę swojego męża i dzieci – mafiozów. Przyjaźniła się z Kay Adams, która później przejęła pobożny styl życia Carmelli.
W filmach Carmella była postacią drugoplanową. W pierwszej części filmu pojawia się głównie jako honorowy gość na weselu Connie. Trochę większą rolę odegrała w drugiej części, gdzie występowała w kilku scenach – na uroczystości związanej z pierwszą komunią swojego wnuka Anthony’ego oraz przy rozmowie z Michaelem o jego ojcu. W tejże części Carmella umiera. Po jej śmierci Michael mógł już bez przeszkód zabić swojego brata Fredo, mimo iż przed pogrzebem matki wybaczył bratu.
W obu filmach postać Mamy Corleone odegrała Morgana King.
Zobacz też:
Rodzina Corleone